# Elmar May
Elmar May (* 5. Oktober 1939; † 31. Januar 1999) war ein deutscher Fußballspieler. Er bestritt für Borussia Neunkirchen und den Hamburger SV 54 Bundesligaspiele, in denen er 18 Tore schoss.

## Karriere

### Oberliga und Regionalliga Südwest, 1957 bis 1964
May spielte von 1957 bis 1961 für Eintracht Trier in der damals erstklassigen Fußball-Oberliga Südwest. Der Mann am rechten Flügel kam in vier Runden für die Elf vom Moselstadion auf 89 Einsätze in der Oberliga Südwest und erzielte dabei 34 Tore. Im letzten Jahr von Halbstürmer Günter Herrmann, 1957/58, debütierte May am 29. Dezember 1957, beim Auswärtsspiel gegen den FV Speyer in der Oberliga. Bis Rundenende kamen noch weitere drei Ligaeinsätze gegen Eintracht Kreuznach, Mainz 05 und TuS Neuendorf an der Seite des Torhüterroutiniers Walter Butscheid hinzu. Ab 1958/59 bildete er zusammen mit Paul Pidancet den rechten Flügel der Blau-Weiß-Schwarzen und gehörte der Stammelf der Eintracht in der Oberliga an. Er war ein torgefährlicher Rechtsaußen im damals praktizierten WM-System und mit einer außergewöhnlichen Schusskraft ausgestattet. In der Hinrunde der Saison 1959/60 wurde er von Bundestrainer Sepp Herberger in die U-23-Nationalmannschaft berufen. Er stürmte in der DFB-Auswahl am 7. November 1959 in Miskolc beim Länderspiel gegen Ungarn an der Seite der Mitangreifer Alfred Horn, Heinz Strehl, Bernhard Steffen und Dieter Backhaus. Am 18. November vertrat er die Farben der Südwestauswahl beim Spiel in Saarbrücken gegen Süddeutschland; desgleichen am 19. März 1960 in Ludwigshafen beim Spiel gegen Norddeutschland. Am 26. April 1960 stürmte May am Flügel einer Nachwuchself des DFB bei einem Testspiel in Karlsruhe gegen eine Auswahl von Süddeutschland. Zur Saison 1961/62 schloss er sich mit Vereinskamerad Pidancet Borussia Neunkirchen an.
Er gehörte seit 1961 Borussia Neunkirchen in der Oberliga Südwest an. In den letzten zwei Runden der alten Oberligaerstklassigkeit von 1961 bis 1963 kam May zu 47 Oberligaeinsätzen, in denen er 25 Tore schoss. Am 21. März 1962 in Saarbrücken trug Bundestrainer Herberger vor 40.000 Zuschauern ein internes Testspiel zweier DFB-Auswahlmannschaften A gegen B durch. May stürmte auf Rechtsaußen in der Auswahl B, welche das Spiel mit 4:5 Toren verlor. Neunkirchen gewann in der ersten Saison mit May am Flügel, 1961/62, die Meisterschaft im Südwesten. „Das Schalke des Südwestens“ hatte mit den Spielern May (28-19), Pidancet (29-11), Rudi Dörrenbächer (30-27), Karl Ringel (25-7) und Günter Kuntz (23-17) einen torgefährlichen Angriff vorzuweisen gehabt.
Da sein Verein Borussia Neunkirchen nicht zur Saison 1963/64 der neuen Fußball-Bundesliga angehörte, absolvierte May mit der Mannschaft von Ellenfeldstadion diese Verbandsrunde in der Fußball-Regionalliga Südwest. In der Meisterschaft entwickelte sich ein enger Dreikampf zwischen Neunkirchen, FK Pirmasens und Wormatia Worms. In der Rückrunde setzte sich Neunkirchen Anfang April 1964 durch einen 3:1-Heimerfolg gegen den späteren Vizemeister aus Pirmasens durch und konnte auch das Duell am 19. April bei der Wormatia mit einem 1:0-Sieg für sich entscheiden und gewann somit die Meisterschaft. May hatte in 35 Ligaeinsätzen 24 Tore erzielt. Borussia-Präsident Norbert Engel und der Spielausschussvorsitzende Kurt Gluding erlebten aber mit einer 1:5-Niederlage am 6. Juni einen denkbar schlechten Start in die Aufstiegsrunde. Beim sensationellen 2:0-Erfolg gegen den FC Bayern München mit einem überragenden Torhüter Willi Ertz pausierte May. Am letzten Spieltag der Aufstiegsrunde trafen die punktgleich führenden Mannschaften aus Neunkirchen und Tasmania 1900 Berlin in Neunkirchen aufeinander. Mit einem Treffer in der zehnten Minute entschied May die Begegnung und damit auch den Aufstieg in die Bundesliga.

### Bundesliga, 1964 bis 1967
Das Bundesligadebüt führte die Saarländer am 22. August 1964 zum 1. FC Nürnberg. Zur Halbzeit stand es 0:0 unentschieden. In den letzten zehn Minuten entschied der „Club“ das Spiel mit zwei Treffern. Auch die nächsten zwei Begegnungen verloren May und Kollegen und zierten somit vor dem vierten Spieltag, den 12. September 1964, mit 0:6 Punkten das Tabellenende. Vor 25.000 Zuschauern setzte sich die Elf von Trainer Horst Buhtz aber mit 3:1 Toren gegen den HSV durch. May hatte in der 37. Minute einen Foulelfmeter „mit einem gewaltigen Wumms unter die Querlatte gefeuert.“ Sein Bewacher Jürgen Kurbjuhn wurde nach wiederholtem Foulspiel in der 85. Minute vom Platz gestellt. Mehrmals waren Torerfolge des Torschützen May für den Aufsteiger auch Punktgewinne. Er zeichnete sich als Siegtorschütze beim 1:0 gegen den Karlsruher SC sowie als zweifacher Torschütze beim 2:0-Sieg im Rückspiel beim Hamburger SV am 23. Januar 1965 aus. Seine Treffer in den Spielen gegen den „Club“ und den amtierenden Deutschen Meister 1. FC Köln erbrachten in der Rückrunde jeweils ein 1:1-Remis. Am Rundenende hatte er alle 30 Pflichtspiele absolviert und dabei zwölf Tore erzielt. Intern folgten in der Torschützenliste gleichauf Günter Kuntz und Heinz Simmet mit je sieben Toren, gefolgt von Neuzugang Günter Heiden mit fünf Treffern. Im zweiten Bundesligajahr, 1965/66, konnte Neunkirchen diese Leistung nicht mehr wiederholen. Als 17. der Tabelle stiegen May und Kollegen in die Regionalliga ab. May hatte in den zwei Jahren 51 Spiele für die Borussia absolviert und 18 Tore erzielt.
Nach dem Abstieg Neunkirchens aus der Bundesliga 1966 wurde May vom Hamburger SV verpflichtet. Weitere Neuzugänge bei der vom Technischen Direktor Georg Knöpfle geführten und von Josef Schneider trainierten HSV-Elf waren Hans Schulz und Hans-Jürgen Hellfritz. May war unmittelbar vor seiner Verpflichtung am Meniskus des rechten Knies operiert worden. Bei der 0:1-Heimniederlage am 17. September 1966 debütierte er für den HSV in der Bundesliga. Seine Angriffskollegen waren Bernd Dörfel, Manfred Pohlschmidt, Harry Bähre und Gert Dörfel. Acht Tage später war er bei der 1:5-Niederlage bei Werder Bremen dabei, ehe die permanenten Kniebeschwerden eine Pause bis zum 11. Februar 1967 bedingten. Das Heimspiel gegen RW Essen im Februar 1967 war sein letztes Spiel im Profifußball. Im März 1967 unterzog er sich einer erneuten Operation; jetzt wurde an beiden Knien der Meniskus entfernt. Ende Dezember 1967 wurde Mays Vertrag beim Hamburger SV aufgelöst. Noch 1998 kämpfte er um eine Anerkennung als Sportinvalide.

### Nationalmannschaft
May kam einzig am 7. November 1959 in Miskolc zu einem Länderspiel; mit der U23-Nationalmannschaft trennte er sich mit einem 2:2-Unentschieden von der Auswahl Ungarns.

## Sonstiges
Später war May auf Gran Canaria als Gastwirt tätig.